# سيلاس ساندرسون
سيلاس ساندرسون هو قاضي ومحامي وسياسي أمريكي، ولد في 1823 في ساندغيت في الولايات المتحدة، وتوفي في 1886 في سان فرانسيسكو في الولايات المتحدة. نشط حزبياً في الحزب الجمهوري والحزب الديمقراطي.